# Uthmán ibn Affán
Uthmán ibn Affán (576 Mekka – 17. června 656 Medina), též znám pod jménem Usmán (Osman), byl třetí volený chalífa v letech 644–656. Pocházel z rodu Umajja z kmene Kurajšovců. Jako manžel Muhammadovy dcery Ruqajji a Umm Kulthy byl jeho příbuzným a blízkým přítelem.

## Mládí, islámská obec, Muhammad
Uthmán se narodil do rodiny bohatého kupce Affána, jehož rodina sídlila v Mekce. Jeho otec brzy zemřel na jedné z obchodních cest a Uthmán zdědil rozsáhlý majetek. Zároveň zdědil i otcovu profesi, s úspěchem se také věnoval obchodu a stal se z něj jeden z nejbohatších členů kmene Kurajšovců.
Po roce 611 se poprvé setkal s Islámem, na radu svého přítele Abu Bakra se setkal s Muhammadem a konvertoval k Islámu. Byl jedním z prvních. Konverze však vedla ke sporu s ostatními Umajjovci, kteří postavili proti Uthmánovi, jeho vlastní manželky ho opustily. Muhammad mu pak nabídl za ženu vlastní dceru Ruqajju. Uthmán pak pokračoval jako kupec a nějaký čas pobýval mimo Arabský poloostrov. Po svém návratu přesídlil roku 622 do Mediny. Zde zemřela jeho žena Ruqajja, krátce po její smrti se oženil s další Muhammadovou dcerou Umm Kulthou.
V době medinského exilu se Uthmán podílel na bojích s Mekkou. Podílel se na bojích v letech 624–627 a roku 628 byl vyslán jako diplomat do Mekky, aby vyjednal Muhammadův vstup do města. Akce však nebyla úspěšná a v letech 629–630 došlo k závěrečným bojům, během kterých byla Mekka muslimy definitivně ovládnuta. Roku 631 vykonal Uthmán Hadždž – pouť do Mekky.
V době vlády Abu Bakra a Umara byl Uthmán jedním z významných mužů, kteří stáli u zrodu chalífátu. Trvale působil v Medině. Poté, co došlo ke smrtelnému zranění chalífy Umara roku 644, ustavil ještě na smrtelné posteli sbor šesti významných mužů – druhů Prorokových. I přesto, že řada z nich byla schopnějších než Uthmán (Alí ibn Abú Tálib, Abdulláh ibn az-Zubajr) a dělali si nároky na nástupnictví, došlo nakonec na zvolení Uthmánovo.

## Chalífa

### Vnější politika chalífátu – konec první arabské expanze
V době vlády Uthmána se arabská expanze prakticky zastavila, pouze na některých místech docházelo k omezeným výbojům a nájezdům
Na východě bylo dokončeno dobytí sasánovské Persie. Sasánovský vládce Jazdagird III. se snažil o poslední odpor vedený z odlehlých částí Persie, ale byl roku 651 zavražděn. Hranicí mezi Araby a Turky se pak na čas stala řeka Oxus.
V oblasti Levanty, Středomoří a při pobřeží severní Afriky bylo velkým nebezpečím pro Araby stále silné byzantské loďstvo. To způsobovalo vážné problémy zejména Mu'ávijovi, který byl místodržícím v Sýrii. Roku 645 došlo dokonce za asistence byzantského loďstva k povstání v Alexandrii a město přešlo na krátkou dobu pod kontrolu Byzantinců. Arabové proto vybudovali vlastní loďstvo, které následně zahájilo sérii výpadů do Středomoří. Roku 649 byl dočasně ovládnut Kypr, roku 652 se muslimové objevili na Sicílii a roku 654 byl dobyt Rhodos. Roku 655 došlo u pobřeží Lýkie ke střetu arabského a byzantského loďstva, které osobně vedl císař Konstans II., Arabům se podařilo zvítězit, čímž konečně zvrátili byzantskou převahu na moři.
Co se týče expanze v severní Africe, podnikali Arabové pouze pravidelné nájezdy z oblasti Kyrenaiky a Egypta směrem do oblasti dnešního Tuniska, zde narazili na tuhý odpor Berberů. Roku 652 byla zajištěna jižní hranice Egypta smlouvou s křesťanským vládcem Núbie.

### Vnitřní politika chalífátu – první rozkol v obci muslimské
S koncem první vlny expanze se ve vnitřních poměrech chalífátu objevil zásadní spor, který se týkal následnictví. Expanze přinesla Arabům značnou kořist, kterou bylo nutno využít, zároveň se muslimové seznámili s životem Byzantinců a Peršanů. To bylo příznivé zejména pro ty konvertity k Islámu, kteří víru přijali až v pozdější fázi a spíše než religiozitou se zabývali světskými zájmy, které nakonec vyústily v tolik kritizované požitkářství. Kritika se snášela zejména na místodržící umajjovského rodu, jejichž počet v provinciích se neustále zvyšoval. Tito místodržící však byli většinou velmi schopní (Mu‘ávija) a s opozicí na svých územích se dokázali vypořádat. Zároveň měli v Medině velký vliv na Uthmána, prostřednictvím jehož osoby prosazovali své zájmy. To pochopitelně nevyhovovalo zájmům ostatních blízkých přátel Prorokových.
Napětí, které vznikalo a postupně se obracelo proti Uthmánovi a Umajjovcům, vyvolalo následně opět spory o následnictví. Strana Alího ibn Abú Táliba se opět začala hlásit o svá práva. Tím vznikl uvnitř chalífátu rozkol, který nakonec vedl k rozkolu uvnitř samotného náboženství.
Strana Alího (ší’at’Alí – šíité) prosazovala pouze následnictví Alího a jeho potomků, a to na základě tvrzení, že na konci světa dojde k návratu Muhammadovu, přičemž Alí a jeho potomci jsou prozatím jeho zástupci.
Naopak strana obhajující původní zvyklost (sunna – sunnité), která byla vytvořena po smrti Prorokově, říká, že by se vůdce muslimské obce měl volit z příslušníků kmene Kurajšovců.
Tyto spory, které byly také spojeny s ekonomickou situací (kořist již byla využita, Arabům zbyly jen obyčejné daňové výnosy), vyvrcholily roku 656. K Medíně směřovaly houfy ozbrojených muslimů z Egypta a Mezopotámie se stížnostmi na místodržící a na neutěšenou situaci v jejich provinciích. Uthmán s nimi vyjednával. Došlo však ke sporu a chalífa byl nakonec obležen ve svém domě. Následující střetnutí pak vyvrcholilo v červenci 656 jeho smrtí a zneuctěním jeho mrtvoly.

### První redakce Koránu
Prorokova zjevení se zpočátku uchovávala pouze v ústní tradici. Soukromými iniciativami se pak objevily první zápisy těchto zjevení. Patrně až po útěku Muhammada do Mediny existovalo několik písařů, kteří jeho zjevení zapisovali. Zápisy byly nutné, neboť muslimové vedli řadu bojů a hrozilo, že přijdou o ty, kteří si Muhammadovy výroky pamatovali zpaměti. Již za Abú Bakra se traduje první neoficiální sbírka Prorokových zjevení.
Podnět k celkovému uspořádání Prorokových zjevení byl dán až roku 651, kdy došlo ke sporu ohledně výkladu a správného čtení některých textů. Takovéto spory mohly pochopitelně ohrozit i jednotu muslimské obce. Uthmán proto ustavil sbor vykladačů textů, kteří měli sestavit správné znění Koránu. Ti si vypůjčili původní redakci z dob Abú Bakra, porovnali ji s ostatními texty, které měli k dispozici a poté sestavili Korán do 114 súr podle různého počtu veršů. Súry jsou sestaveny podle délky od nejdelší po nejkratší, první se nazývá al-Fātiha – Otvíratelka.
Mezi roky 651–656 tak vznikly první jednotné opisy Koránu, které byly rozeslány do správních center jednotlivých provincií. Tato redakce Koránu se také jinak nazývá jako uthmánská a v průběhu 7. století se plně prosadila. Podle věřících muslimů to dokazuje její jistou objektivitu a soulad s původními zněními Prorokových výroků.
| Chalífové                       | Chalífové                | Chalífové                   |
| ------------------------------- | ------------------------ | --------------------------- |
| Předchůdce: Umar ibn al-Chattáb | 644–656 Uthmán ibn Affán | Nástupce: Alí ibn Abí Tálib |